# 哈他瑜伽

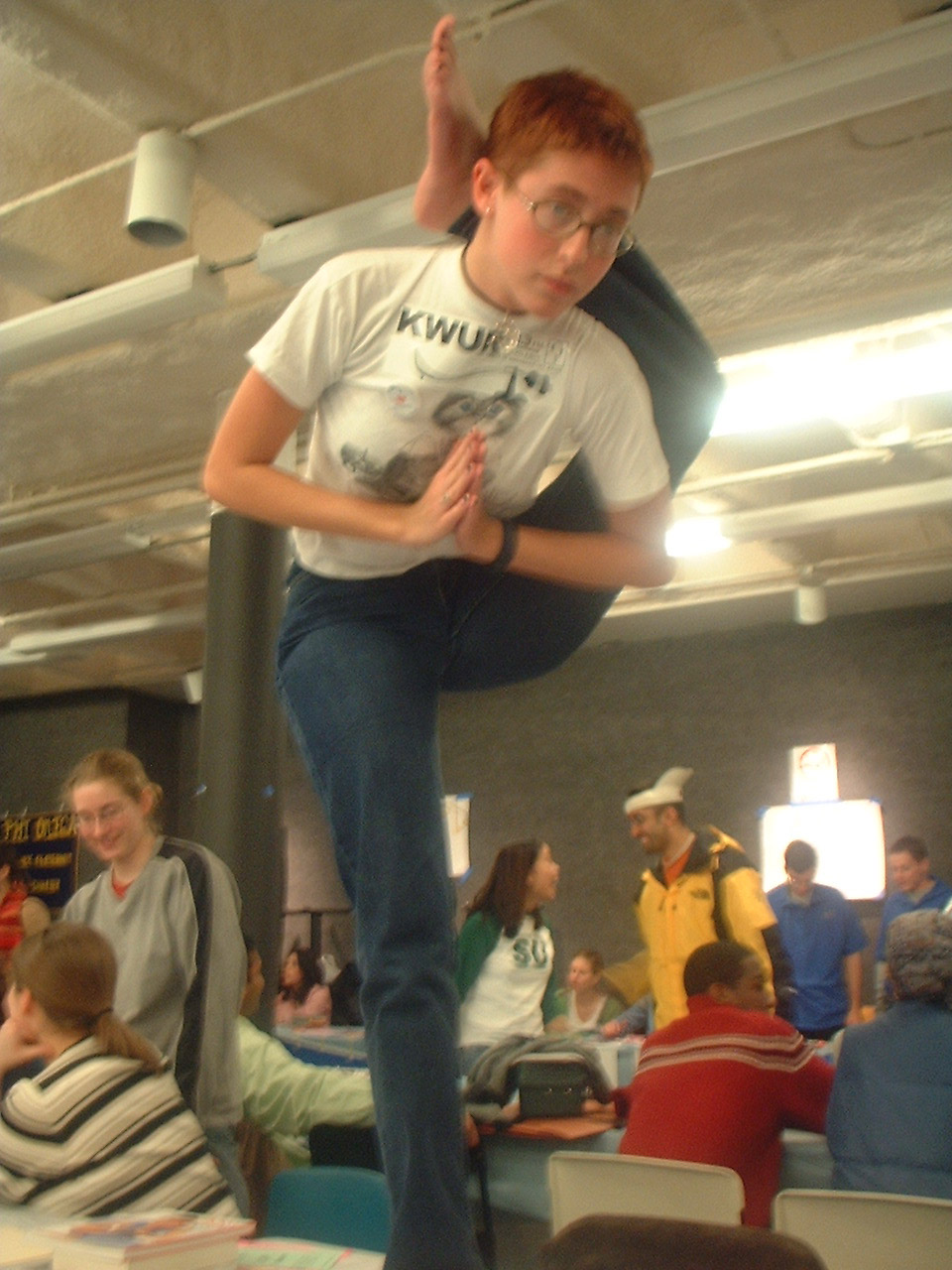
哈達瑜伽

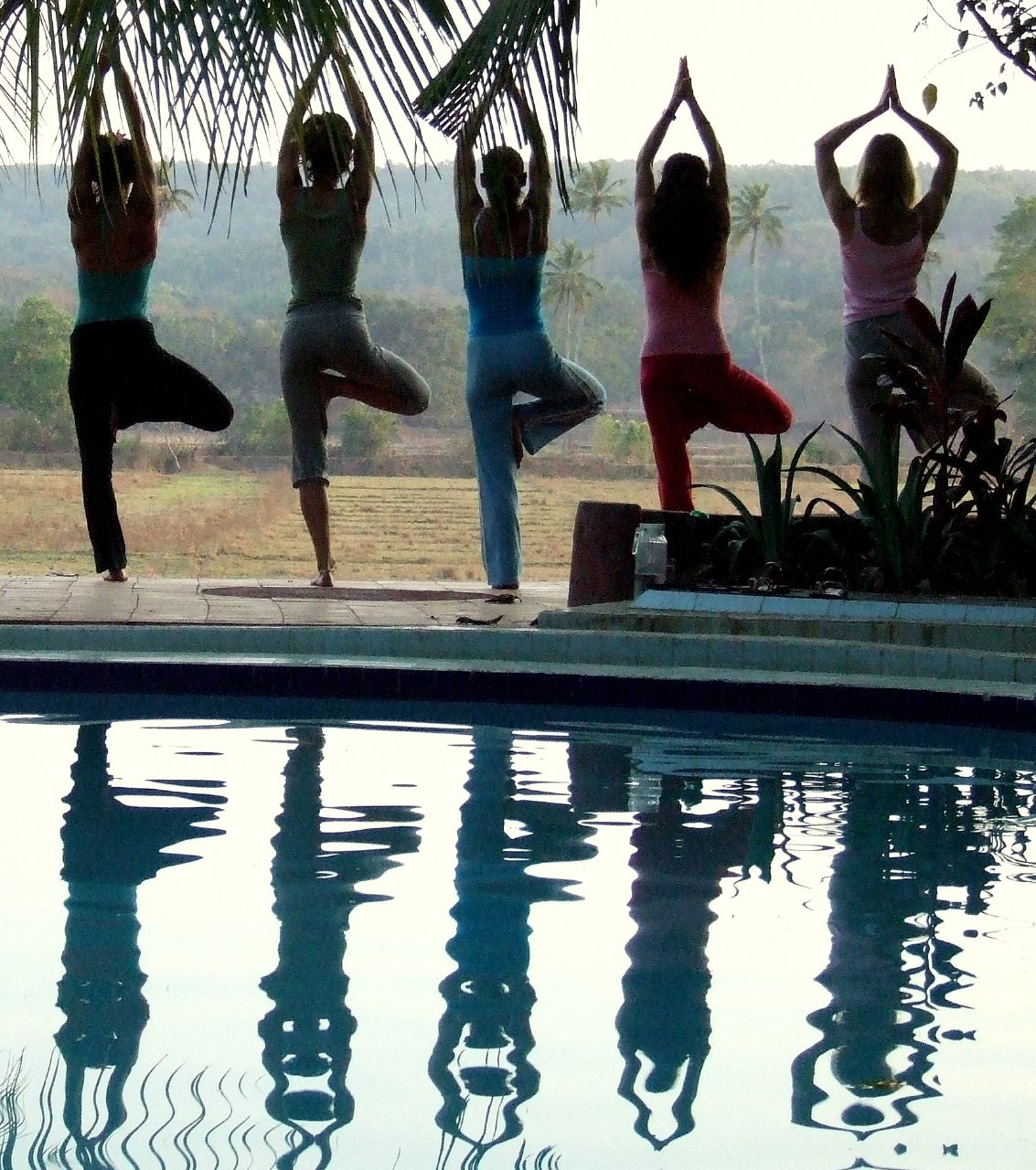
樹式 Vrksasana

哈他瑜伽又译哈達瑜伽或訶陀瑜伽。「哈」的字意為太陽，「達（梵語：」為月亮。以極度的呼吸與身體鍛鍊為主的教派，古老的哈達瑜伽士的特徵是穿耳環、禁欲，實行斷食、閉氣、長時間單腳站立或舉手等苦行，另外還有睡釘床、吞紗布清洗食道以及進行膀胱肛門清洗等等也是哈達瑜伽士常作的苦行鍛鍊。
古老哈達瑜伽士追求人體極度的表現，有時會進行將身體縮擠在小箱子埋入地下數天的表演，以證明人體的潛能被開發。1950年代，尚有香港的專欄作家在報章撰寫專欄教授如何自行透過哈達瑜伽來作自我潔淨。現代已少有人如此進行哈達瑜伽的鍛鍊。
近代的哈達瑜伽為最多瑜伽所教授的瑜伽體式派系之一。一般瑜伽課表中所指的哈達瑜伽多數指基本的瑜伽體式解構，為適合入門瑜伽練習者的體式。

## 派系
現代的哈達瑜伽被統括為體位法的練習，所以所有強調體位法身體鍛鍊的派別都可以歸納到诃陀瑜伽裡。

### 現代瑜伽

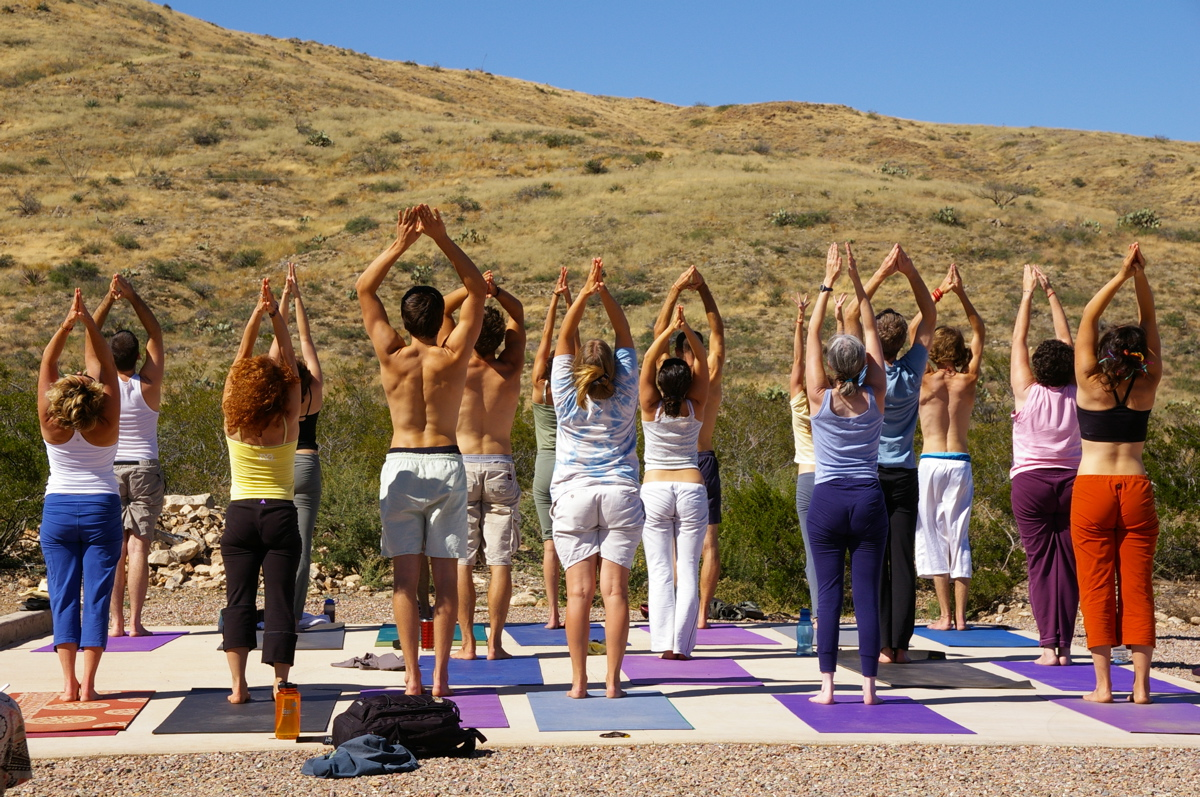
戶外團練

高溫瑜伽

根據現代人的身心健康需求，从哈達瑜伽（即诃陀瑜伽）派生出許多练习種類，有的派別強調獨特的鍛鍊法，有的強調效果，有的強調對象，有的則以宗師為名。

#### 高溫瑜伽
Bikram Yoga。強調在溫度高達攝氏四十度上下的教室裡練習體位法，大量流汗以加速血液循環與新陳代謝，排汗即是排毒。但由於在高溫之下練習，偶有人因身體不佳受不了而產生嘔吐虛脫等症狀。因為Bikram Yoga有專利問題，高溫瑜伽練法有的稱為Hot Yoga（熱瑜伽）以規避，名稱不同內容一樣，但是業者會以更好的溫濕度調控設備作區隔，台灣現有多家瑜珈業皆提供熱瑜珈課程。
虽然也称为瑜伽，但是和印度传统的修行法相悖，且安全性未得到长时间的充分证实，疑似易使头发变白。

#### 舒緩瑜伽
Restoration Yoga，以盡量放鬆身心為主的體位法練習，教練內容以引導身體放鬆舒緩為主，主要針對有失眠、高壓力問題的人。著名的Sivananda Yoga派別近似此類。

#### 艾扬格瑜伽
以著名的印度瑜伽大師B.K.S. Iyengar為名的瑜伽。Iyengar在80多歲時已從事瑜伽教學數十年，是世界推崇的瑜伽祖師。其瑜伽鍛鍊以姿勢的精準、着重練習順序、使用輔助器材等為特色，也是目前公開介紹呼吸鍛鍊法最多的瑜伽。

#### 八支瑜伽
八支瑜伽（aṣṭāṅga yoga）是Sree K. Pattabhi Jois創立的瑜伽教派，Pattabhi大師是Iyengar大師的師兄弟。八支瑜伽的特色是強力連續的體位法操練，強調動作與呼吸的配合，以及採用Ujjayi呼吸法，八支瑜伽依照困難度安排數套連續不斷的體位法順序，每套完全練完要一到二小時甚至更久，其中包含許多困難的動作，八支瑜伽會讓練習者對自己的身體產生強烈的信心。

#### 雙人瑜伽
以情侶夫妻配對練習體位法為特色的瑜伽。瑜伽教练基于增加課程特色以吸引學員而產生的新瑜伽种类。

#### 孕婦瑜伽
为孕妇专门开设的瑜伽课程。也是瑜伽教练基于增加課程特色以吸引學員而產生的新瑜伽种类。

#### 親子瑜伽
讓父母與小孩一起進行的瑜伽體位法練習，同樣因為瑜伽教室要增加課程特色以吸引學員而產生。

#### 塑繩瑜伽
一般的瑜伽體位法練習加上繩子等器材為輔助。

#### 塑球瑜伽
一般的瑜伽體位法練習加上或大或小的彈性球等器材為輔助。

#### 愛笑瑜珈
也名「大笑瑜珈」（Laughter yoga）是在印度孟買執業的卡塔利亞醫師(Dr.Madan Kataria) 在1995年的3月13日在孟買的the Lokhandwala Park公園創立全世界第一個把「大笑」當作一種「運動」方式的愛笑俱樂部，結合大笑和瑜珈呼吸，任何人在團體互動中，都可以不須幽默感和搞笑，從假笑變成真笑，而得到身心靈的保健好處。

#### 太極瑜珈
2018年興起的新式瑜珈，結合太極及瑜珈兩者注重呼吸的特性所衍生出的運動，而且當中有大量的腰部旋轉動作，可帶來健美效果，而太極的平衡動作亦能提升協調和靈活性，因此成為女士們最喜愛的運動之一。

#### 紅酒瑜伽
紅酒瑜珈是近年來自美國瑜伽行者 Eli Walker所發明。是將紅酒與瑜伽相結合的一種嘗試。其概念主要為放鬆身心，如透過手持酒杯來練習平衡、借助微醺的酒精催化來更放鬆身心等。

#### 狗狗瑜伽
狗狗瑜伽（Doga）是與自己的寵物犬一起做的瑜伽。

#### 其他
除了以上所述，另外還有許多混合不同運動系統的瑜伽練法，如氣功瑜伽、太極瑜伽、彼拉提斯瑜伽、印度舞蹈瑜伽等等。隨著瑜伽教練中心的增加，各種新練法經常推陳出新。